# Aïn Touta
Aïn Touta är en ort i Algeriet.   Den ligger i provinsen Batna, i den norra delen av landet, 300 km sydost om huvudstaden Alger. Aïn Touta ligger 925 meter över havet och antalet invånare är 72 280.
Terrängen runt Aïn Touta är kuperad västerut, men österut är den platt. Runt Aïn Touta är det ganska tätbefolkat, med 93 invånare per kvadratkilometer. Det finns inga andra samhällen i närheten. Trakten runt Aïn Touta består till största delen av jordbruksmark.